# Salim Toama
Salim Toama (Arabisch: سليم طعمه, Hebreeuws: סלים טועמה) (Lod, 9 augustus 1979) is een Israëlische voetballer die per 2009/10 onder contract staat bij het Griekse Larisa FC. Hij mocht van zijn ex-werkgever Standard Luik transfervrij vertrekken ondanks een tot 2010 doorlopend contract.
Toama kwam bij het Belgische Standard Luik in opspraak nadat hij bleek te hebben gelogen tegen zijn toenmalige club. Hij vertelde zijn werkgever in april 2009 te zijn opgeroepen voor het Israëlisch voetbalelftal terwijl dit niet zo was. In plaats daarvan gebruikte hij de vrije tijd die de vermeende interland hem opleverde als vakantie.
Toama speelde eerder voor Hapoel Tel Aviv, Kayserispor en Maccabi Petach Tikva.

## Spelerscarrière
| seizoen   | club                 | land        | competitie         | wed. | goals |
| --------- | -------------------- | ----------- | ------------------ | ---- | ----- |
| 1998/1999 | Hapoel Tel Aviv      | Israël      | Ligat Ha'Al        | 23   | 6     |
| 1999/2000 | Hapoel Tel Aviv      | Israël      | Ligat Ha'Al        | 31   | 7     |
| 2000/2001 | Hapoel Tel Aviv      | Israël      | Ligat Ha'Al        | 33   | 4     |
| 2001/2002 | Hapoel Tel Aviv      | Israël      | Ligat Ha'Al        | 29   | 2     |
| 2002/2003 | Hapoel Tel Aviv      | Israël      | Ligat Ha'Al        | 32   | 7     |
| 2003/2004 | Maccabi Petach Tikwa | Israël      | Ligat Ha'Al        | 28   | 5     |
| 2004/2005 | Maccabi Petach Tikwa | Israël      | Ligat Ha'Al        | 5    | 2     |
| 2004/2005 | Kayserispor (Loan)   | Turkije     | Süper Lig          | 5    | 0     |
| 2005/2006 | Maccabi Petach Tikwa | Israël      | Ligat Ha'Al        | 26   | 2     |
| 2006/2007 | Hapoel Tel Aviv      | Israël      | Ligat Ha'Al        | 29   | 8     |
| 2007/2008 | Standard Luik        | België      | Jupiler Pro League | 21   | 2     |
| 2008/2009 | Standard Luik        | België      | Jupiler Pro League | 9    | 3     |
| 2009/2010 | AE Larissa 1964      | Griekenland | Super League       | 15   | 1     |
|           |                      |             | Totaal             | 314  | 54    |